# Rue Strahovská
La rue Strahovská  est une voie de Prague. Située dans le quartier historique de Hradčany, elle relie la rue Dlabačov et la cour Strahov au parc de Petřín.

## Origine du nom
Elle porte le nom du monastère de Strahov situé à proximité, fondé par le prince de Bohême Vladislav II en 1143. 

## Historique
Depuis le Moyen Âge, la rue fait partie du chemin allant de la Vltava à la colline de Petrin jusqu'au monastère de Strahov. À l'est, elle longe le mur de la Faim, construit entre 1360 et 1362 par le roi tchèque Charles IV. La muraille se poursuit avec les fortifications baroques des XVIIe et XVIIIe siècles, qui font partie des murailles mariales .
Au bout de la rue sur la colline de Petrin, l'observatoire de Štefánik est construit en 1927-1928.

## Bâtiments remarquables et lieux de mémoire
- Lindner Hotel Château de Prague - numéro 20 [2]
- Observatoire de Štefánik - numéro 205 [3]

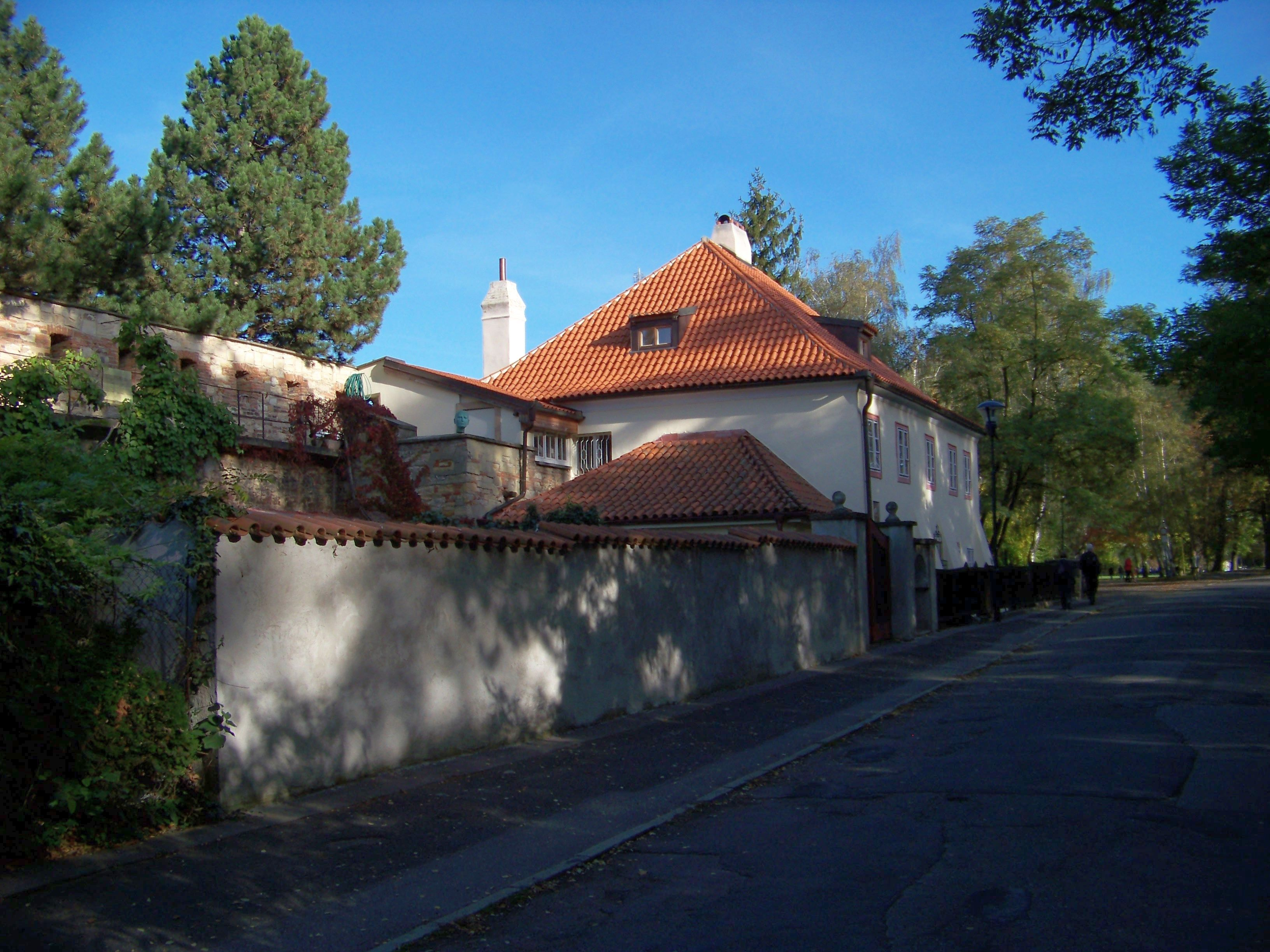
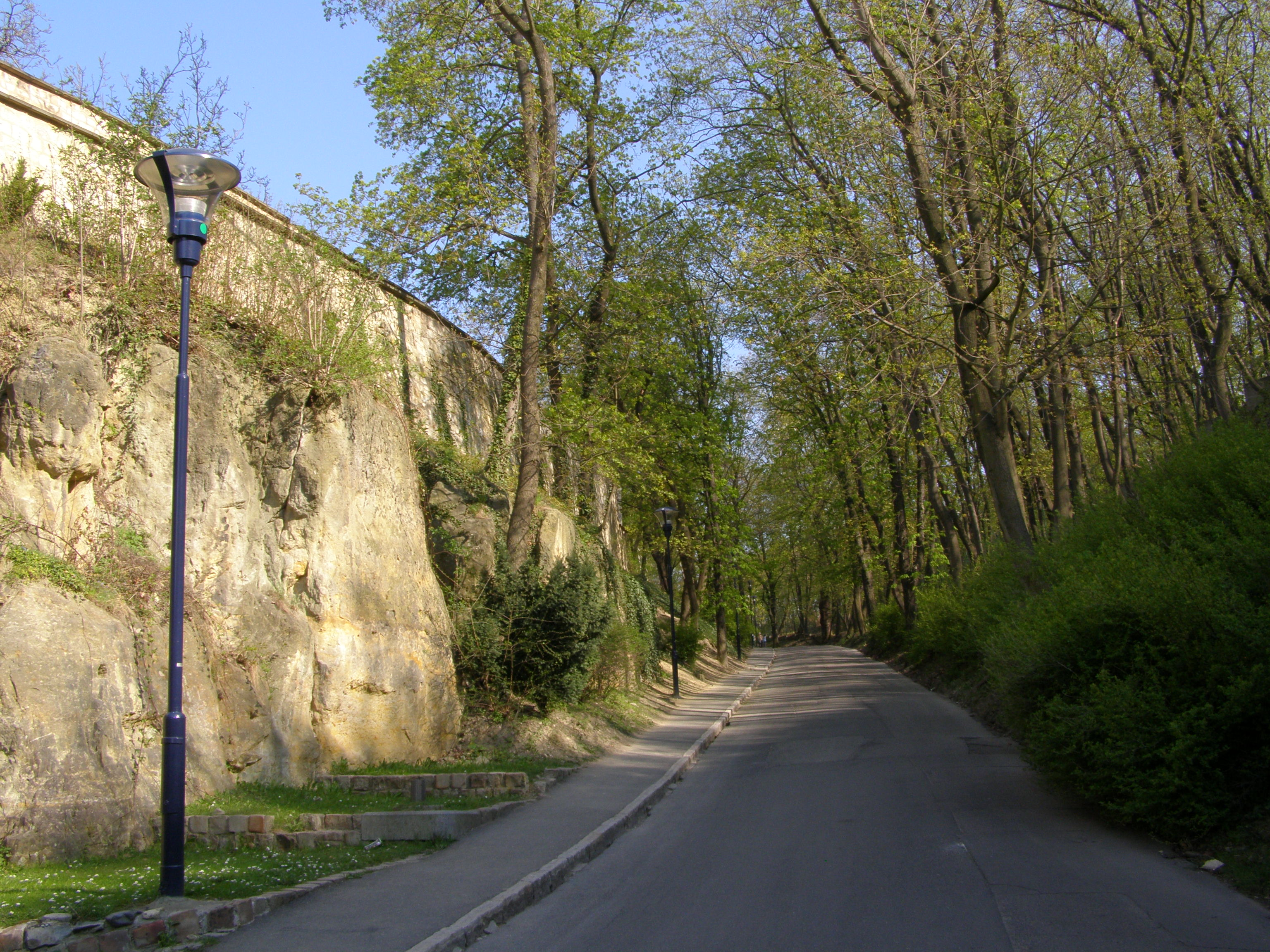
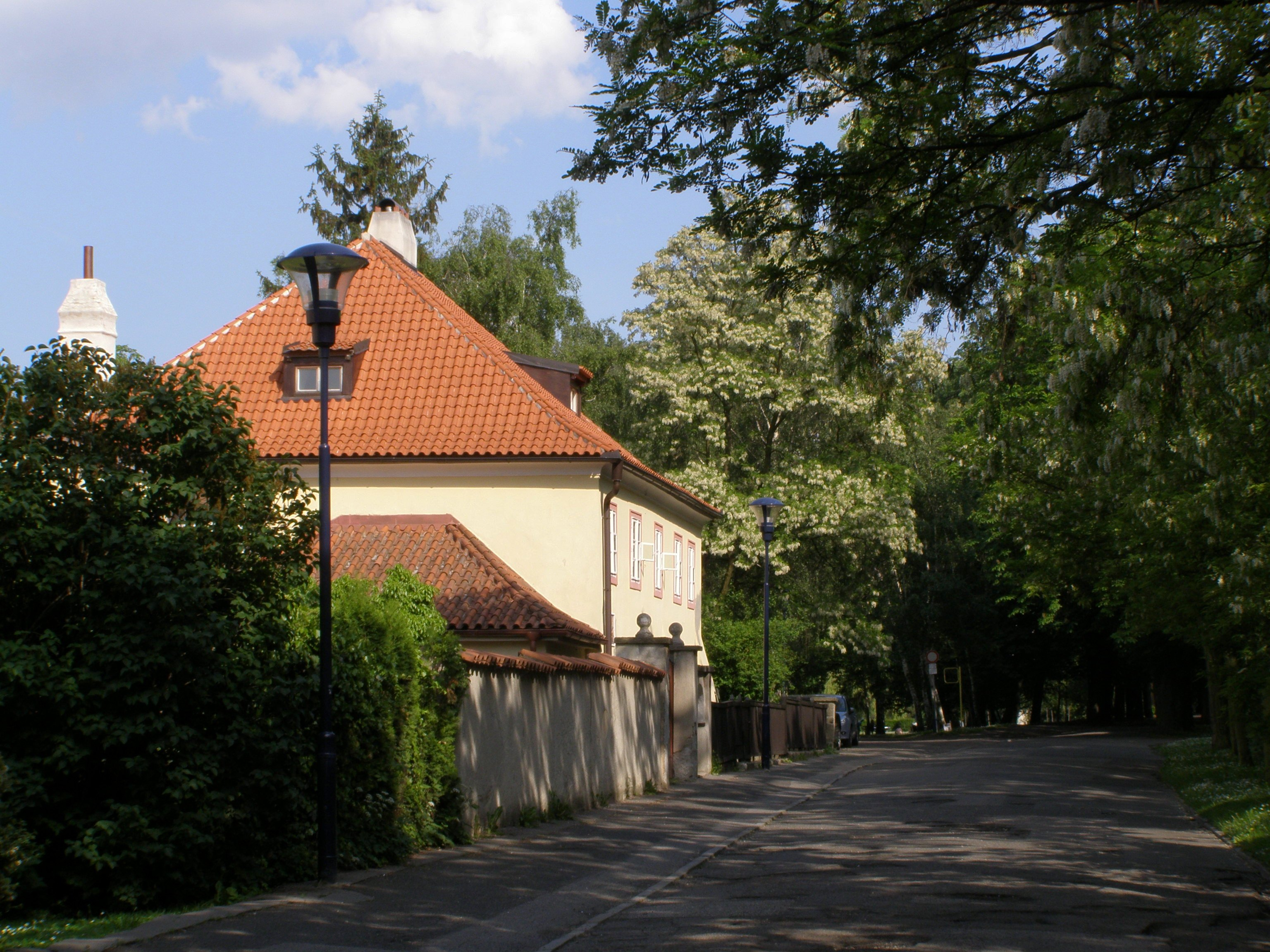
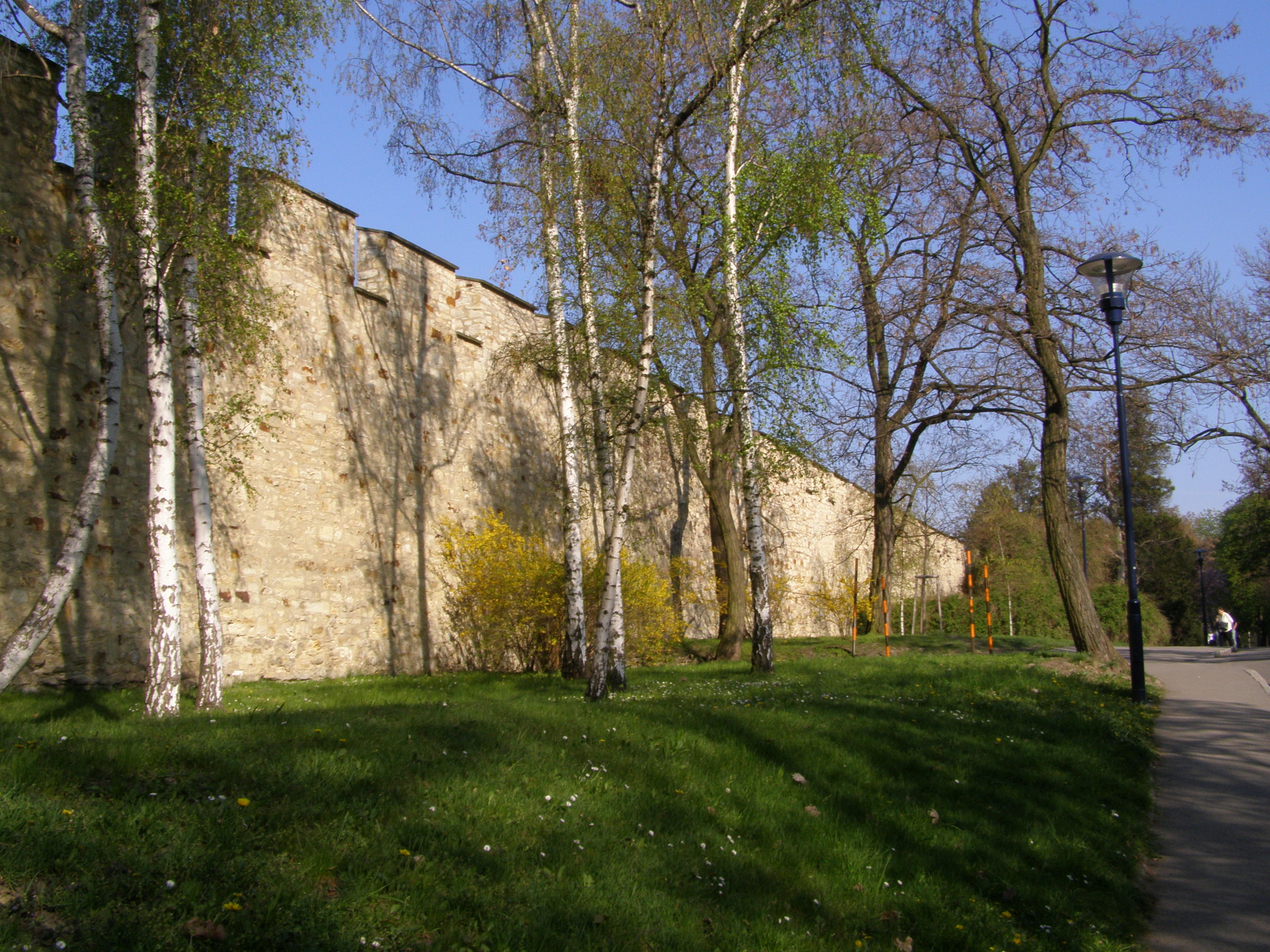
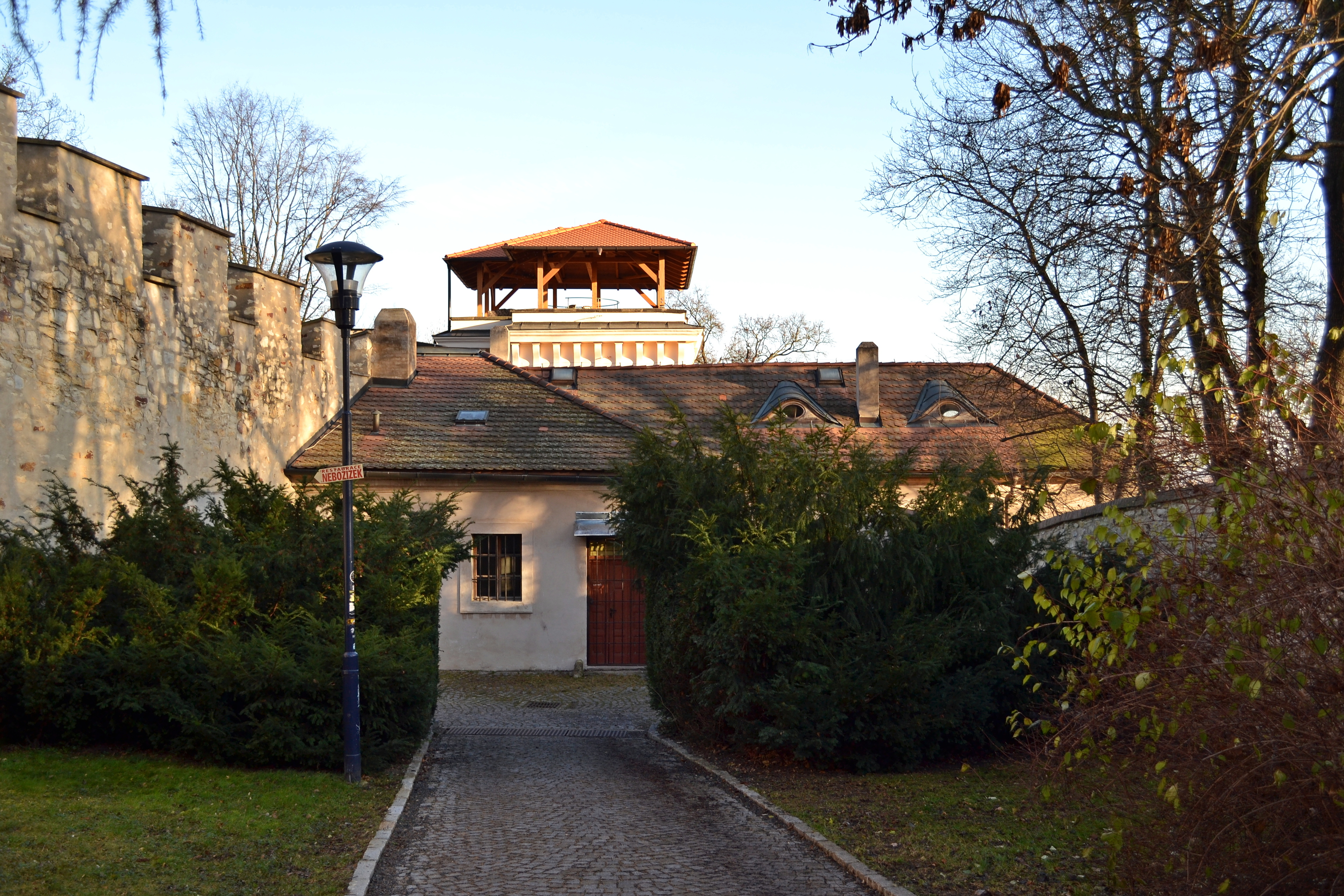